# Rättvis handel-stad

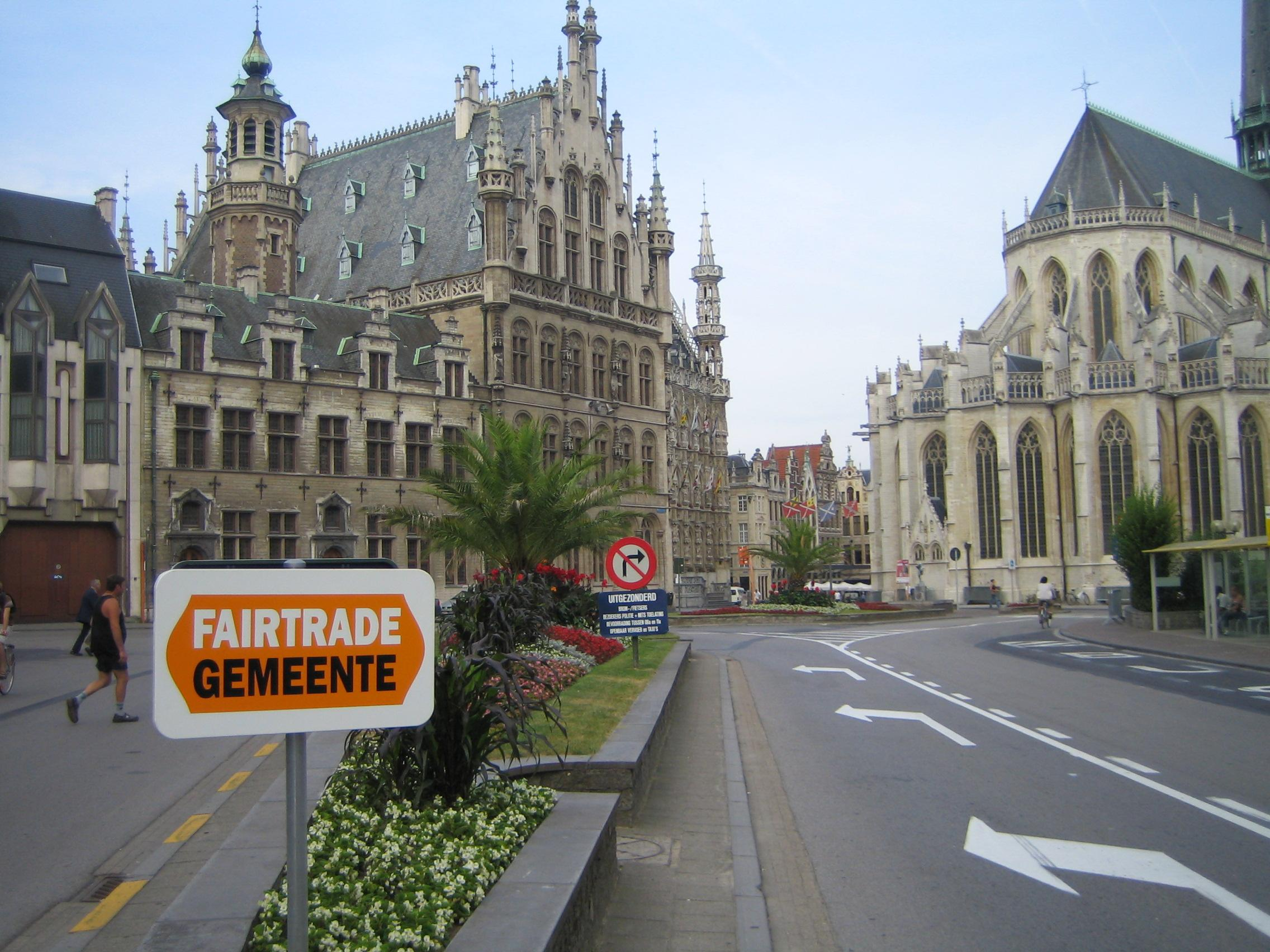
Skylt som upplyser om att Leuven i Belgien är en Fairtrade-kommun.

Rättvis handel-stad är en diplomering för kommuner som svarar upp mot krav på etisk och rättvis handel. Utmärkelsen ansöks om årligen av t ex ett erkänt Fairtrade-organ som Fairtrade Sverige, Fairtrade Foundation i Storbritannien och Fairtrade Canada i Kanada. Vissa nationella Fairtrade-organisantioner använder sig också av diplomeringarna Fairtrade Town, Fairtrade Village, Fairtrade Zone, Fairtrade Borough, Fairtrade Island, Fairtrade County, Fairtrade Church och Fairtrade University.
I Sverige diplomeras kommuner av Fairtrade Sverige; där används statusarna Fairtrade City och för regioner, län eller landsting diplomeringen Fairtrade region. Hittills har 69 kommuner i Sverige erhållit diplomeringen: Malmö, Munkfors, Lund, Örebro, Norrköping, Karlstad, Ronneby, Vänersborg, Alingsås, Gnosjö, Borås, Växjö, Ludvika, Strömstad, Avesta, Linköping, Jönköping, Nässjö, Trollhättan, Piteå, Södertälje, Kumla, Lerum, Sigtuna, Botkyrka, Ängelholm, Hammarö, Uddevalla, Härryda, Landskrona, Tranås, Västerås, Emmaboda, Kil, Askersund, Säffle, Göteborg, Luleå, Eskilstuna, Kristinehamn, Fagersta, Töreboda, Östersund, Härnösand, Öckerö, Sundbyberg, Ljungby, Helsingborg, Lomma, Värnamo, Åmål, Uppsala, Stockholm, Valdemarsvik, Finspång, Falkenberg, Mjölby, Vara, Vetlanda, Ale, Hjo, Borlänge, Trelleborg, Skurup, Ystad, Lidköping, och Umeå. Sedan 2009 finns också Sveriges Kristna Råds diplomering Kyrka för Fairtrade för kyrkor och församlingar.
I Finland finns diplomen Rättvis handel-stad och Rättvis handel-kommun som delas ut av Rättvis handel rf. Utajärvi och Kyrkslätt är Rättvis handel-kommuner; Tammerfors, Björneborg, Esbo, Joensuu, Lojo och Riihimäki är Rättvis handel-städer. Dessutom finns det 101 Rättvis handel-församlingar i Finland.

## Historia

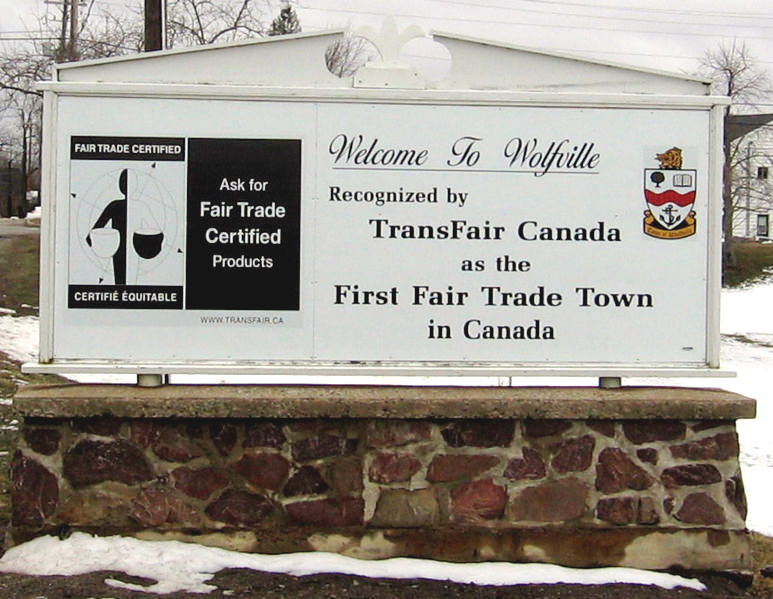
Skylt som upplyser om att staden Wolfville blev den första i Kanada att erhålla Fairtrade Town-status.

Fairtrade Town-kampanjen påbörjades 2001 i staden Garstang, som ligger i grevskapet Lancashire i Storbritannien, på initiativ av Bruce Crowther, en lokal Oxfam-anhängare i samarbete med Garstang Oxfam Group. Denna idé, som syftade på att marknadsföra Rättvis handel-märkta varor i staden, blev väldigt framgångsrik. Efter bara ett par månader hade mer än 70 procent fler i staden fått kännedomen om märkningen och försäljningen av Fairtrade-märkta varor ökat avsevärt. Under kampanjens gång kom Garstang i kontakt med kakaoodlande samhällen i Västafrika som var Fairtrade-märkta, vilket ledde till vänortsförhållandet med New Koforidua i Ghana.
När verksamheten i Garstang blev alltmer uppmärksammad lanserade Fairtrade Foundation en uppsättning mål och en handlingsplan för att uppmuntra andra hänga på stadens framgång. Under perioden 2001–2006 fick över 209 brittiska städer Fairtrade Town-status av stiftelsen. I november 2012 fanns det fler än 1 200 i världen.
I ett försök att upprepa framgångarna av stiftelsens kampanj lanserade EU-kommissionen i samarbete med olika initiativtagare ett Europa omfattande program som kallades Fairtrade Cities in Europe.
I november 2006 hölls den första konferensen för europeiska rättvisemärkta städer på London South Bank University. Målen med konferensen var att
- identifiera och utveckla procedurer för att förstärka samarbetet med lokala samfund och privata och allmänna organisationer och att
- utveckla strategier för att se till att modellen för de rättvisemärkta städerna i Storbritannien passade kraven i de olika europeiska länderna.

Till följd av den första konferensens framgång, hölls en andra konferens i Bryssel i januari 2008. Den sjätte konferensen ägde rum i Poznań 2012. Löpande konferenser hålls varje år och 2017 hålls konferensen i Saarbrüchen, Tyskland. 
Det finns för närvarande 30 länder med Fair Trade Town-status eller motsvarande i Australien, Belgien, Brasilien, Costa Rica, Danmark, Finland, Frankrike, Ghana, Irland, Italien, Japan, Kanada, Luxemburg, Nederländerna, Norge, Nya Zeeland, Polen, Spanien, Storbritannien, Sverige, Tjeckien, Tyskland, USA och Österrike.

## Kriterier
Formella riktlinjer har sammanställts gemensamt mellan flera av organisationerna som är med i Faitrade International, den internationella organisationen för rättvis handel. För att få Fairtrade City-status, måste ett område uppnå följande fem mål (här enligt versionen för kommuner i Sverige):
1. Inom den offentliga konsumtionen ska kommunen som organisation ha en tydlig och mätbar målsättning samt kunna erbjuda och öka konsumtionen av produkter inom kommunens avtal, utifrån principerna för rättvis handel och . Kommun-, stads- eller rådhusets offentliga konsumtion av rättvist handlade produkter ska redovisas och minst en tjänsteman samt en till tre politiskt tillsatta representanter ska utses. En av dessa ges uppdrag som styrgruppens kontaktperson gentemot Fairtrade Sverige.
2. En styrgrupp ska från kommunen sättas samman representerad av aktörer från hela närsamhället som näringsliv, handeln, frivilligorganisationer och politiker.
3. En kartläggning av näringsidkare som säljer Fairtrade-märkta produkter så som dagligvaruhandeln, serveringsställen, caféer, hotell, restauranger samt andra butiker ska genomföras.
4. De arbetsplatser som fikar Fairtrade-märkt kaffe, te och socker registrerar själva arbetsplatsen på Fairtrade på jobbet[13]. . Styrgruppen redovisar i ansökan på vilket sätt de kommer att engagera fler arbetsplatser att själva registrera sig.
5. Styrgruppens främsta uppdrag är att arbeta aktivt med lokalt informationsarbete om rättvis handel, etisk konsumtion och upphandling. Styrgruppen redogör också för på vilket sätt de planerar att kommunicera att kommunen är Fairtrade City-diplomerad.

## Andra initiativ
Wales Fair Trade Forum, ett nätverk av icke-statliga utvecklingsorganisationer och Fairtrade-förespråkare, började 2002 att arbeta för att göra Wales till världens första Rättvis handel-land (Fair Trade Country). De utgick från Fairtrade Town-systemet som i Storbritannien sköts av Fairtrade Foundation. Wales regering gick 2005 med på att stödja idén och 2006 kom Fairtrade-grupper från Skottland och Wales överens om kriterierna för att bli ett Fair Trade Country. Wales blev världens första Fair Trade nation i juni 2008.

### Fotnoter
1. ↑  ”Detta är Fairtrade City - Fairtrade Sverige”. Fairtrade Sverige. Arkiverad från originalet den 23 februari 2017. https://web.archive.org/web/20170223130246/https://fairtrade.se/kommun/bli-en-fairtrade-city-2/detta-ar-fairtrade-city/. Läst 22 februari 2017.
2. ↑  ”Startsida - Fairtrade Sverige”. Fairtrade Sverige. Arkiverad från originalet den 8 februari 2017. https://web.archive.org/web/20170208032945/https://fairtrade.se/. Läst 22 februari 2017.
3. ↑  ”Towns”. www.fairtrade.org.uk. Arkiverad från originalet den 7 mars 2017. https://web.archive.org/web/20170307022500/http://fairtrade.org.uk/en/get-involved/in-your-community/towns. Läst 22 februari 2017.
4. 1 2 3  ”Om Fairtrade City”. fairtrade.se. Fairtrade Sverige. Arkiverad från originalet den 23 februari 2017. https://web.archive.org/web/20170223125907/https://fairtrade.se/resursbank/resurs/ansok-om-att-bli-en-fairtrade-city/. Läst 22 februari 2017.
5. ↑  ”Bli en Fairtrade Region - Fairtrade Sverige”. Fairtrade Sverige. Arkiverad från originalet den 23 februari 2017. https://web.archive.org/web/20170223130533/https://fairtrade.se/kommun/bli-en-fairtrade-region/. Läst 22 februari 2017.
6. ↑  ”Kyrka för Fairtrade”. skr.org. Sveriges Kristna Råd. Arkiverad från originalet den 20 oktober 2012. https://web.archive.org/web/20121020092239/http://gammal.skr.org/verksamhet/ekumeniskdiakonikyrkasamhalle/kyrkaforfairtrade.4.3fb1a3bd1206210367480008176.html. Läst 23 december 2012.
7. ↑  ”Kirkkonummesta tulee lauantaina 24.8. Suomen toinen Reilun kaupan kunta”. reilukauppa.fi. Reilu kauppa ry/Rättvis handel rf. 22 augusti 2013. Arkiverad från originalet den 2 oktober 2013. https://web.archive.org/web/20131002092513/http://www.reilukauppa.fi/medialle/uutiset/uutinen/article/kirkkonummesta-tulee-lauantaina-suomen-toinen-reilun-kaupan-kunta/. Läst 28 september 2013.
8. ↑  ”Verksamhet i Finland”. reilukauppa.fi. Reilu kauppa ry/Rättvis handel rf. Arkiverad från originalet den 12 september 2015. https://web.archive.org/web/20150912235019/http://www.reilukauppa.fi/se/om-raettvis-handel/verksamhet-i-finland/. Läst 28 september 2013.
9. ↑  Garstang Fairtrade Town (2002). Garstang Fairtrade Town. Refererad i Fairtrade Town i engelskspråkiga Wikipedia, läst 13 februari 2008.
10. ↑  ”Fair Trade Towns International” (på brittisk engelska). www.fairtradetowns.org. Arkiverad från originalet den 23 februari 2017. https://web.archive.org/web/20170223130511/http://www.fairtradetowns.org/news-events/conferences. Läst 22 februari 2017.
11. ↑  User, Super. ”Fair Trade Towns International” (på brittisk engelska). www.fairtradetowns.org. http://www.fairtradetowns.org/. Läst 22 februari 2017.
12. ↑  ”Fairtrade International (FLO): Fairtrade International” (på engelska). www.fairtrade.net. https://www.fairtrade.net/. Läst 22 februari 2017.
13. ↑  ”Fairtrade på jobbet - Fairtrade Sverige”. Fairtrade Sverige. Arkiverad från originalet den 23 februari 2017. https://web.archive.org/web/20170223212959/https://fairtrade.se/fairtrade-pa-jobbet/. Läst 22 februari 2017.
14. ↑  ”Fair Trade Nation” (på engelska). Arkiverad från originalet den 23 februari 2017. https://web.archive.org/web/20170223130927/http://fairtradewales.com/fair-trade-nation. Läst 22 februari 2017.